# 175567 Csadaimre
175567 Csadaimre è un asteroide della fascia principale. Scoperto nel 2006, presenta un'orbita caratterizzata da un semiasse maggiore pari a 2,301842 UA e da un'eccentricità di 0,066178, inclinata di 4,165135° rispetto all'eclittica.